# Barnsele

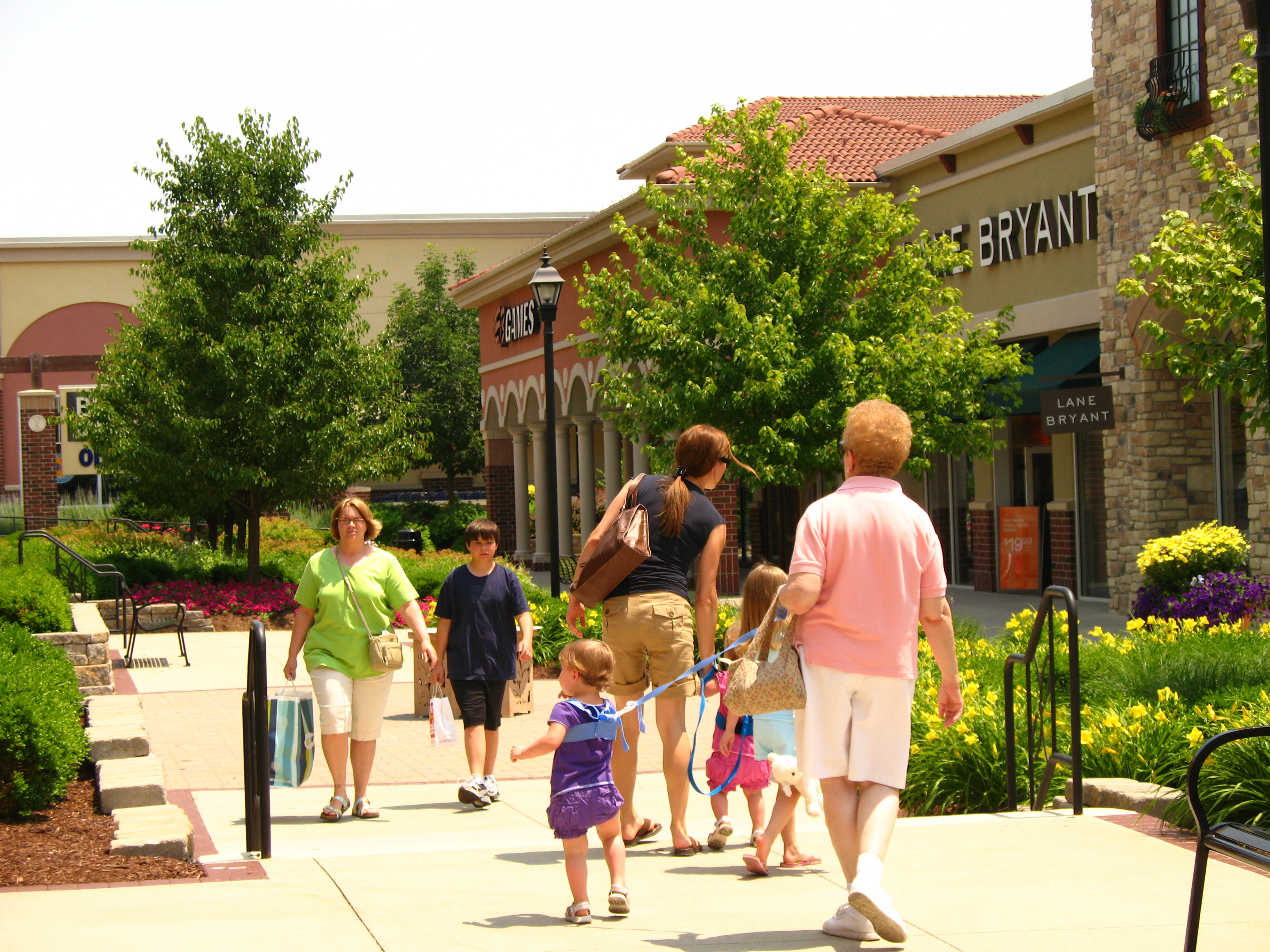
Exempel på barnsele

Barnsele är en säkerhetsanordning för barn och består vanligen av en rem i brösthöjd med tillhörande axelband samt ibland grenband.
Ofta används barnsele till en barnstol, barnvagn eller i en säng för att hindra att barnet ramlar ur; selen är då förankrad i stolen, vagnen eller sängen med en särskild fästanordning. Barnvagnar säljs för det mesta med tillhörande sele.
Barnsele används även vid promenader och kallas då ofta gåsele. Ett tillhörande band fästs i ena änden på ryggsidan av barnselen, medan barnets vårdnadshavare håller i den andra änden. Därigenom undviks risken att barnet kommer bort, utan att det hela tiden behöver hålla en vuxen i handen. Regelbunden användning gör selen naturlig för barnet vid utevistelse. Eftersom barns behov varierar och lokala förhållanden som trafikmängd kan se olika ut, tillverkas barnsele för barn i alla åldrar.
Även vid skidåkning och segling kan olika former av barnsele användas. På en båt är en lina fäst framtill på selen och förankrad i båten. Linans placering skall minska risken att barnet hamnar med ansiktet i vattnet om det ramlar ur båten.